# HED隕石

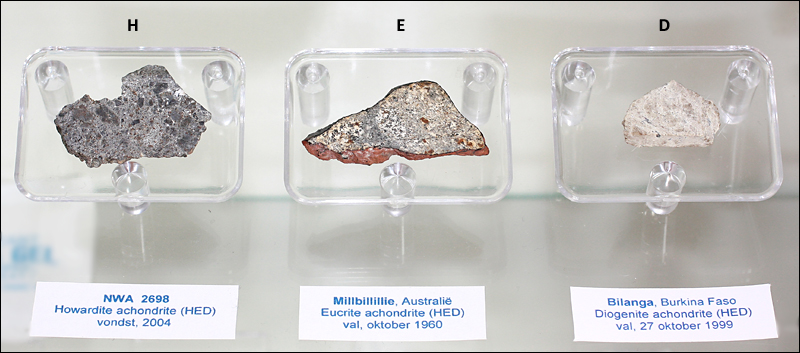
HED隕石: NWA 2698 (ホワルダイト), ミルビリリ隕石 (ユークライト), ビランガ隕石 (ダイオジェナイト)

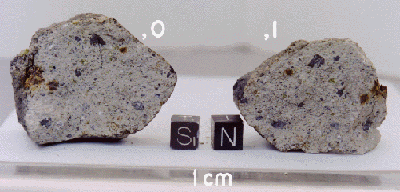
QUE 94200 (ホワルダイト)

HED隕石(HED meteorite)は、エイコンドライトのサブグループの1つである。HEDとは、「ホワルダイト-ユークライト-ダイオジェナイト」を意味する。この種類の隕石は、分化した親天体に由来し、激しい火成作用を受けている。地球の火山岩と大きくは変わらず、そのため地球の火成岩とよく似ている。

## 分類
HED隕石は、大きく次のように分類される。
- ホワルダイト
- ユークライト
- ダイオジェナイト

ユークライトとダイオジェナイトには、いくつかのサブグループが見られる。
地球に落下する全隕石の約5%がHED隕石であり、これは全てのエイコンドライトの約60%を占める。

## 起源

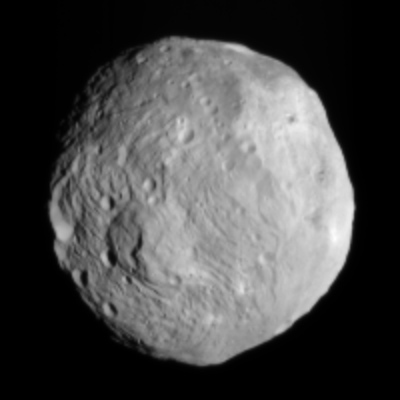
小惑星ベスタ

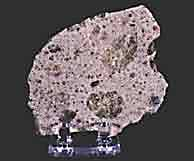
ジョンズタウン隕石 (ダイオジェナイト)

これらの隕石は、全て小惑星ベスタの地殻に由来し、その多様性は親岩の地質学上の歴史の違いに依ると考えられている。放射性同位体比から、結晶化時期は、約44.3億年前から45.5億年前と推定されている。HED隕石は、分化した隕石であり、親天体の地殻で火成作用を受けて形成された。
ベスタから地球までは、以下のようにして届いたと考えられている。
1. ベスタへの衝突によりデブリが放出され、直径10km以下の小さなV型小惑星が形成される。また小惑星の塊が同様に放出されるか、デブリから形成される。このような小さな小惑星のいくつかがベスタ族を形成し、その他はより遠くに散乱する[7]。この出来事は、10億年以内に発生したと推定されている[8]。ベスタの南半球には多くの衝突クレーターが存在し、ここで衝突が起こったと考えられる。掘り返された岩の量は、既知のV型小惑星全体の量の何倍にもなる。
2. より遠くを浮遊する小惑星のいくつかは、3:1のカークウッドの空隙に集まる。ここは木星からの強い摂動を受ける不安定な領域で、ここに集まった小惑星は、約1億年のタイムスケールで、遠くの軌道に弾き飛ばされる。このような天体のいくつかが近地球軌道に捕われ、V型の地球近傍小惑星となる。
3. このような地球近傍小惑星に小規模な衝突が起こって、岩サイズの隕石が放出され、そのうちのいくつかが地球に衝突する。宇宙線曝露の測定により、HED隕石の大部分はいくつかの異なった衝突によって形成され、地球に衝突するまでに600万年から7300万年の間、宇宙を漂っていたと考えられている[9]。